# M-50
M-50 (kod NATO: Bounder) – ponaddźwiękowy strategiczny samolot bombowy opracowany przez biuro konstrukcyjne Władimira Miasiszczewa. Oblatany prawdopodobnie w 1957 roku, miał trójkątne skrzydła delta umocowane na grzbiecie kadłuba oraz konwencjonalne usterzenie poziome i pionowe. Ciśnieniowy kadłub miał bardzo pojemną komorę bombową. Był to samolot prototypowy, który nie wszedł do produkcji seryjnej, wyprodukowano jedynie dwa egzemplarze M-50 i M-52.
Program został przerwany w początkowych miesiącach 1960 roku z uwagi na priorytetowy charakter ówczesnego programu kosmicznego.